# Ninja
Pour les articles homonymes, voir Ninja (homonymie).
 (avril 2025).
Ninja (忍者) est un terme japonais moderne (XXe siècle) servant à désigner une certaine catégorie d'espions ou de mercenaires, actifs jusqu'à la période d'Edo (XVIIe siècle), traditionnellement appelés shinobi (忍び, littéralement « se faufiler »).

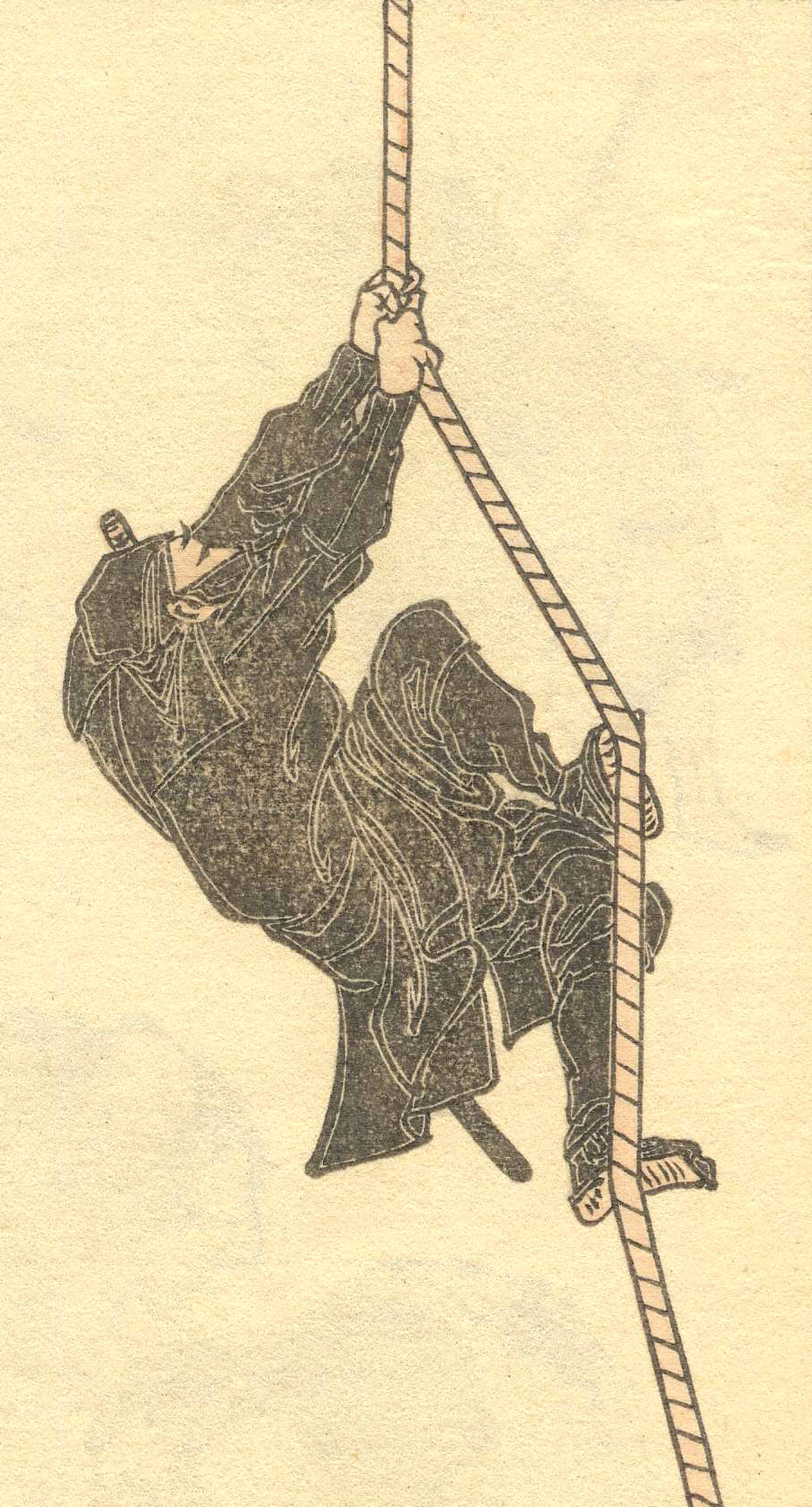
Dessin du ninja archétypal, à partir d'une série de croquis (Hokusai manga) par Hokusai (1817).

Les fonctions du ninja comprenaient l'espionnage, le sabotage, l'infiltration, l'assassinat et la guérilla. Leurs méthodes cachées de guerre non conventionnelles ont été jugées déshonorantes pour la caste de samouraï qui observait des règles strictes concernant l'honneur et le combat mais, pour autant, qui ne rechignait pas à acheter leur service contre leurs rivaux. Le shinobi proprement dit, un groupe spécialement formé d'espions et de mercenaires, est apparu au XVe siècle pendant la période de Sengoku, mais des antécédents peuvent exister au XIVe siècle et peut-être au XIIe siècle (Heian ou début de l'ère Kamakura),.
Dans les troubles de la période de Sengoku (XVe et XVIe siècles), louer les services de mercenaires et d'espions était devenu courant dans la province d'Iga et dans la zone adjacente autour du village de Kōga et c'est à partir des clans de ces régions que provient la majorité de notre connaissance du ninja. Après l'unification du Japon sous le shogunat Tokugawa (XVIIe siècle), le ninja s'est évanoui dans l'obscurité. Un certain nombre de manuels shinobi, qui s'appuient souvent sur la philosophie militaire chinoise, ont été écrits aux XVIIe et XVIIIe siècles, notamment le Bansenshukai (1676).
Au moment de la restauration de Meiji (1868), la tradition du shinobi est devenue un sujet d'imagination et de mystère populaire au Japon. Le ninja figurait en bonne place dans la légende et le folklore, où il était associé à des capacités légendaires telles que l'invisibilité, la marche sur l'eau et le contrôle des éléments naturels. En conséquence, leur perception dans la culture populaire repose souvent davantage sur une légende et un folklore que sur ce qu'ont été réellement les mercenaires de la période Sengoku.

## Étymologie

Kanji du mot « ninja ».

Autrefois shinobi, voire kancho, sekko, ou kagimono-hiki, « ninja » vient de nin = furtif et ja ou sha = individu, spécialiste. Cette lecture est une lecture on'yomi des deux kanjis 忍 et 者. Dans la lecture native kun'yomi, il est prononcé shinobi, une forme raccourcie de la transcription shinobi-no-mono (忍の者), combattant de l'ombre.
Le mot shinobi apparaît dans les écrits jusqu'à la fin du VIIIe siècle dans des poèmes dans le Man'yōshū,. La connotation sous-jacente de shinobi (忍) signifie « furtif », « cacher », « secret », d'où son association avec la perspicacité et l'invisibilité. Mono (者) signifie « individu ». Dans les documents historiques, le terme shinobi est presque toujours utilisé.
Historiquement, le mot ninja n'était pas d'usage courant mais les occidentaux l'utilisent aujourd'hui pour décrire ce que son image renvoie dans l'inconscient populaire. Cette image romantique, et le terme même de « ninja », sont relativement récents (vers 1780). On connaissait également : les shinshu (de Nagano) que l'on appelait suppa (素破／水破／出抜, vagues de cristal), les koshu (de Yamanashi), appelés nozaru (singes des montagnes), les rikuzen (de Sendai), appelés kuro-nagi (cheveux noirs), les joshu (de Tochigi) appelés rappa (乱破, échevelés). Kusa (草, « les herbes ») est une appellation n'étant attribuée qu'à une certaine catégorie d'espions infiltrés dans les provinces pour des années, voire des générations, y prenant véritablement racine. Au Japon, le mot « ninja » est devenu usuel dans les années 1950, à travers le succès de romans historiques, de mangas et de films de cinéma.
En Occident, le mot ninja est devenu plus répandu que le shinobi dans la culture après la Seconde Guerre mondiale, peut-être parce qu'il était plus confortable pour les locuteurs occidentaux.
Un autre terme, kunoichi (くノ一) existe, et est, à l'origine, de l'argot qui signifie « femme », supposément venu des caractères く, ノ et 一 (prononcé ku, no et ichi), qui forment les trois traits qui forment le kanji pour « femme » (女). Une autre explication du terme kunoichi vient du fait que les humains mâles ont neuf trous ou fentes dans leurs corps (yeux, narines, bouche…) mais que les femmes en ont un ichi de plus (la vulve). De fait, l'entraînement des kunoichi s'axait pour beaucoup sur la manipulation et la séduction. Dans les fictions écrites à l'ère moderne, kunoichi signifie « ninja féminin », bien que l'existence de ninja féminin ne soit quasiment jamais référencée dans les écrits.

## Origine
En raison de leur origine géographique probable, les ninjas sont aussi parfois nommés hommes d'Iga (Iga no mono) ou de Kōga, ou encore troupe d'Iga (Iga shu) ou de Kōga. Mais anciennement, plusieurs clans étaient disséminés sur tout le territoire nippon.
Les ninjas les plus réputés étaient en effet probablement issus de ces deux provinces voisines situées à côté de Kyōto. Ces provinces étant indépendantes, ils n'étaient redevables d'aucune taxe et jouissaient d'une liberté de mouvement que n'avaient pas les bushi (ou samouraïs), qui étaient, eux, inféodés aux daimyos (seigneurs féodaux) ; ils n'étaient pas non plus soumis au bushidō (武士道, code de l'honneur du bushi), et pouvaient donc pratiquer des techniques de guerre non-orthodoxe (espionnage, guérilla, embuscades, assassinats). N'étant pas subordonnés aux grandes familles, celles-ci les utilisaient pour leurs basses besognes (pillages, assassinats). Une de leurs grandes spécialités était de s'introduire de nuit dans les châteaux et camps militaires et d'allumer un incendie, afin de faciliter l'assaut par des troupes classiques ; en général, ils se déguisaient pour porter la même tenue que leurs victimes (ils n'étaient donc pas forcément vêtus de noir) afin de semer la confusion.
Par ailleurs, les familles nobles commencèrent à faire appel à des mercenaires dès le règne du premier empereur du Japon : Jinmu Tennō (sans doute des ninjas). Mais c'est lors de la période Kamakura (1192-1333), période marquée par de nombreux conflits et assassinats entre familles, que ces pratiques, même si elles ne correspondaient pas au code du bushido, ont été le plus utilisées par le pouvoir et les seigneurs féodaux. Ceux qui devinrent par la suite les ninjas avaient établi leurs demeures souvent dans les montagnes où ils côtoyaient les pratiquants de shugendō : les yamabushi qui souvent furent leurs maîtres d'armes. On voit souvent des documents anciens montrant des guerriers aux prises avec des tengu, dieux de la montagne, en réalité des yamabushi.
La séparation entre samouraï et ninja est difficile à établir comme le montre la vie du célèbre guerrier Jūbei Mitsuyoshi Yagyū qui fut un samouraï et un ninja hors pair. Il rédigea des traités de stratégie militaire, nommés les Carnets de la Lune (月の諸, Tsuki-no-shō).
Aux yeux de la population, les ninjas, par leur activité criminelle et leurs méthodes peu orthodoxes, faisaient partie des classes sociales eta (穢多, « paria ») ou hinin (非人, « non-humain »). Ces castes comprenaient les criminels, mendiants, vagabonds et tanneurs, activités et états indésirables de la société japonaise, aujourd'hui regroupés sous le terme burakumin.

## Histoire

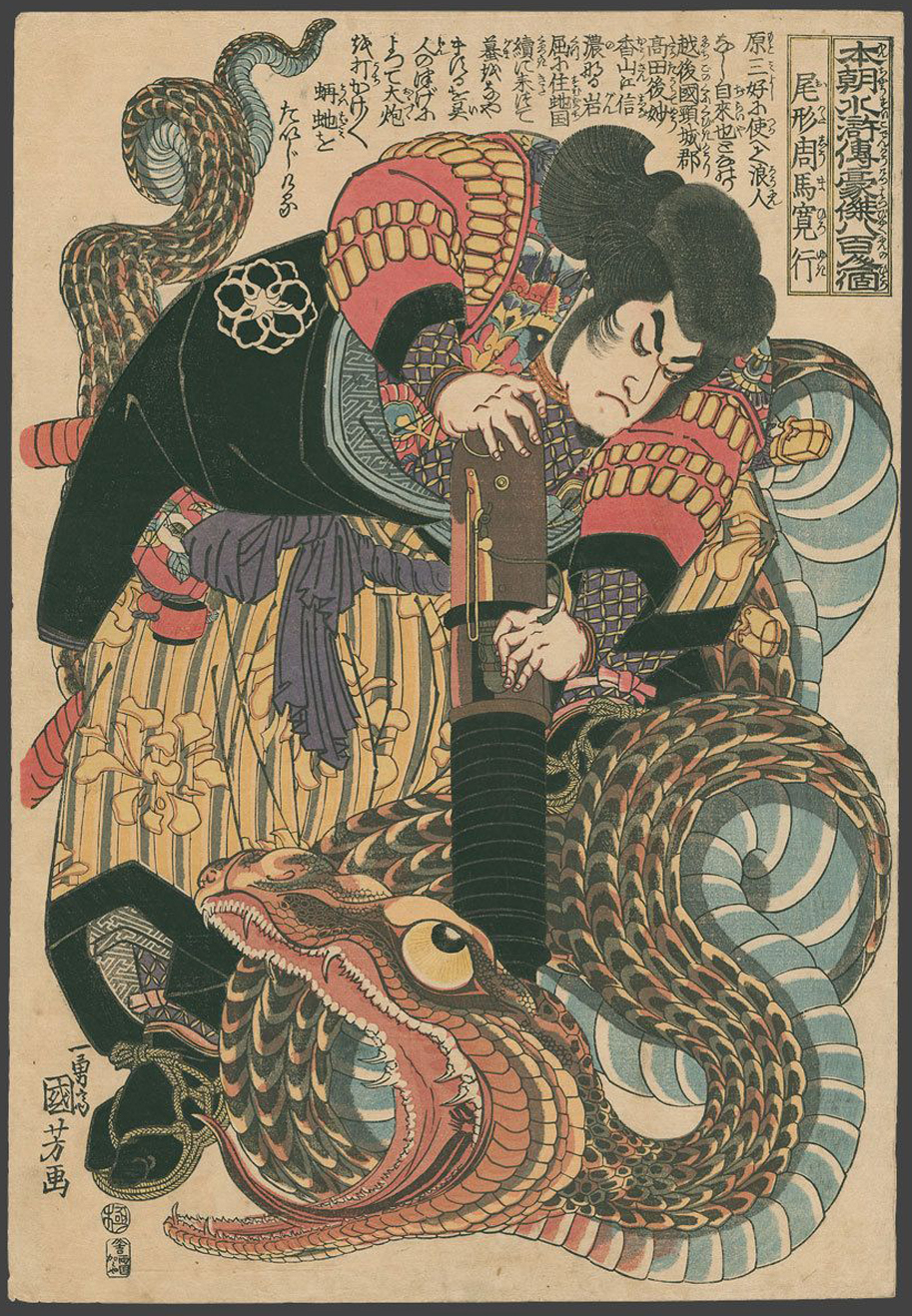
Jiraiya, un personnage du conte japonais Jiraiya Goketsu Monogatari, d'abord chef de clan puis ninja.
Estampe d'Utagawa Kuniyoshi.

Les ninjas proviennent a priori à l'origine de troupes formées entre le VIIIe et le IXe siècle, et de bushi vaincus sans seigneurs (rōnin), qui se sont réfugiés dans les provinces d'Iga et de Kōga (maintenant les préfectures de Mie et de Shiga, du côté du lac Biwa). Ayant en commun le déracinement et la défaite, ils développèrent des techniques de survie dans ces contrées sauvages, ainsi que des techniques de combat pragmatiques provenant d'origines diverses. Ils subirent sans doute l'influence :
- des pirates (海賊, kaizoku?) de la région de Kumano, à qui ils doivent les techniques d'utilisation des grappins,
- des yamabushi, ascètes vivant dans la montagne et adeptes du shugendō (pratiques mystiques),
- des moines bouddhistes de la région, notamment des bouddhistes ésotériques shingon,
- et des hinin, personnes de basse condition sociale utilisées pour les tâches jugées impures, notamment en relation avec le sang et le cuir.

Les ninjas étaient sans doute à l'origine des troupes de guerriers similaires à des milices civiles au service de propriétaires terriens (jizamurai) dont le but était la défense de la province ; ils n'étaient probablement pas uniquement des guerriers mais exerçaient un autre métier (paysan ou goshi : soldat-paysan).
À cette époque, Kibi no Makibi, ambassadeur japonais en Chine, amena au Japon les doctrines militaires chinoises, dont L'Art de la guerre de Sun Tzu (appelé Son Shi au Japon). Une autre hypothèse probable est qu'à cette période les futurs ninjas aient subi l'influence de sociétés secrètes chinoises, déjà formées à ce genre d'activités depuis des siècles, dans les guerres incessantes dans l'Empire du milieu, et qui auraient pu avoir quelques membres expatriés dans l'archipel nippon.
Une chose est sûre, nombreux ont été leurs emprunts et améliorations dus aux échanges commerciaux et de populations, comme dans l'île d'Okinawa, berceau de certains types d'arts martiaux, qui ont pu se mélanger.
Dans le cas du développement des traditions purement japonaises qui s'ensuivirent et aboutirent à la perfection de ces troupes, il est incontestable que l'établissement dans ces contrées sauvages et entourées de montagnes, sans grand intérêt économique et protégées des invasions des seigneurs voisins, a sans doute contribué à développer un esprit d'indépendance, et notamment l'absence d'attachement à un seigneur, et aucune réticence morale à se retourner contre d'anciens alliés. Cela a aussi contribué au secret, et donc à l'aura de mystère qui les entoure.
Il est difficile de donner une date exacte de l'apparition des ninjas, il s'agit sans doute d'une évolution progressive. Le premier recours documenté daté à l'utilisation de ces troupes d'Iga et de Kōga (les Iga shû et les Kōga shû) est sans doute l'attaque du château du seigneur Rokkaku à Magari par le seigneur Ashikaga vers 1487. Ieyasu Tokugawa, qui fut daimyo (seigneur féodal) puis shogun au XVIe siècle eut fréquemment recours à ces agents de renseignement. Mais les ninjas étaient aussi parfois des guerriers inféodés à leur seigneur et n'ayant aucun rapport avec les familles d'Iga et Kōga, comme ceux utilisés par Shingen Takeda à la même période : il existait plus de soixante-dix familles de ninjas à travers l'ensemble du Japon à cette époque, moins réputées que celles des deux provinces phares certes, mais tout aussi dévouées à cet usage.
L'événement le plus marquant fut sans doute la sanglante soumission de la province d'Iga (la province actuelle de Mie, à l'est de la ville de Nara) par les troupes de Nobunaga Oda entre 1579 et 1581. Nobunaga était le régent (bien qu'il ne fût pas nommé shogun par l'empereur), et l'indépendance d'Iga représentait un défi à son autorité. Les deux premières tentatives de soumission se soldèrent par un échec. Pour la troisième, il envahit la province avec six armées venant de six endroits différents. Devant le nombre écrasant d'adversaires, les techniques de guérilla se révélèrent insuffisantes et les familles d'Iga et Kōga furent massacrées. Quelques survivants allèrent se réfugier chez les daimyos voisins (dont Ieyasu Tokugawa) et se mirent à leur service.
À partir de là, certains ninjas, nommés onmitsu, employés par le shogun pour espionner les daimyos, et d'autres, les oniwaban, étaient utilisés pour assurer la sécurité rapprochée du shogun et la surveillance de son château, ainsi que, dans une certaine mesure, la police dans la capitale Edo. En effet, la période Edo se caractérise par une relative paix entre les clans, les techniques de maîtrise non armées ou avec des armes non tranchantes développées par les ninjas étaient particulièrement intéressantes dans ce contexte.

## LeNinjutsu, les techniques des ninjas
La « mission » d'un ninja est une mission de renseignement, ce qui implique d'éviter le combat à tout prix pour revenir vivant. L'entraînement se concentre donc sur les techniques de défense et d'esquive, de façon à échapper à l’ennemi.
Le terme ninjutsu (忍術), ou shinobi jutsu, désigne l'ensemble des techniques des ninjas. Cela comprend des techniques de combat, et notamment l'utilisation des armes classiques, le combat à mains nues (tai jutsu), mais aussi des techniques de camouflage (hensō jutsu, doton no jutsu), d'utilisation d'explosifs, de poisons, la prestidigitation (gen jutsu), la natation, l'équitation, etc.
Mais le ninjutsu comporte aussi des connaissances en météorologie, astronomie, médecine, psychologie, chimie et mathématiques qui ne sont plus enseignées de nos jours. Ainsi, certains ninjas ont conçu des digues ou exploité des mines, ils étaient ce que l'on appellerait maintenant des « ingénieurs ».

## Équipement spécifique

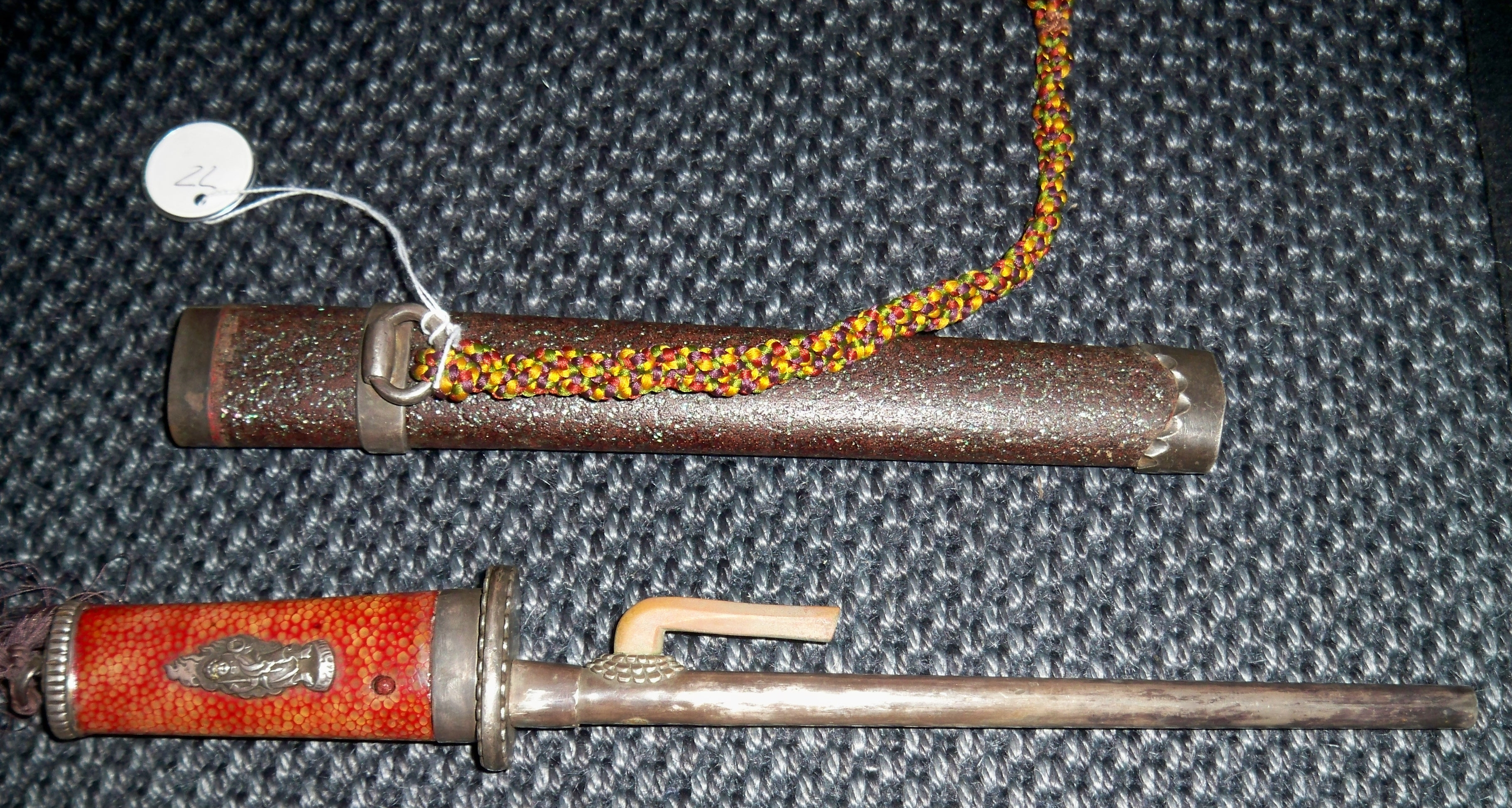
Un jitte avec son fourreau (koshirae).

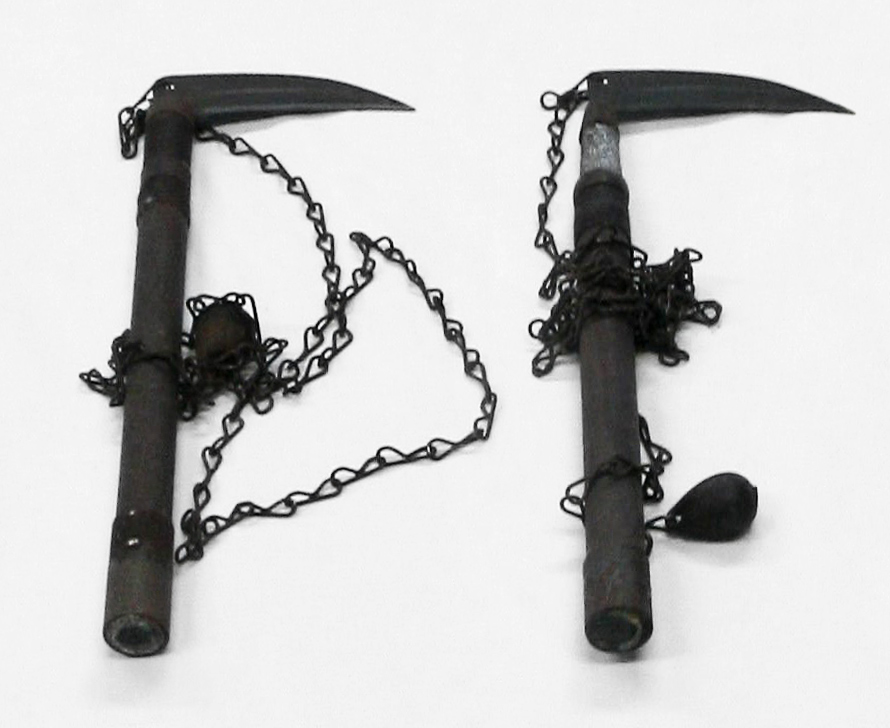
Une paire de kusarigama.

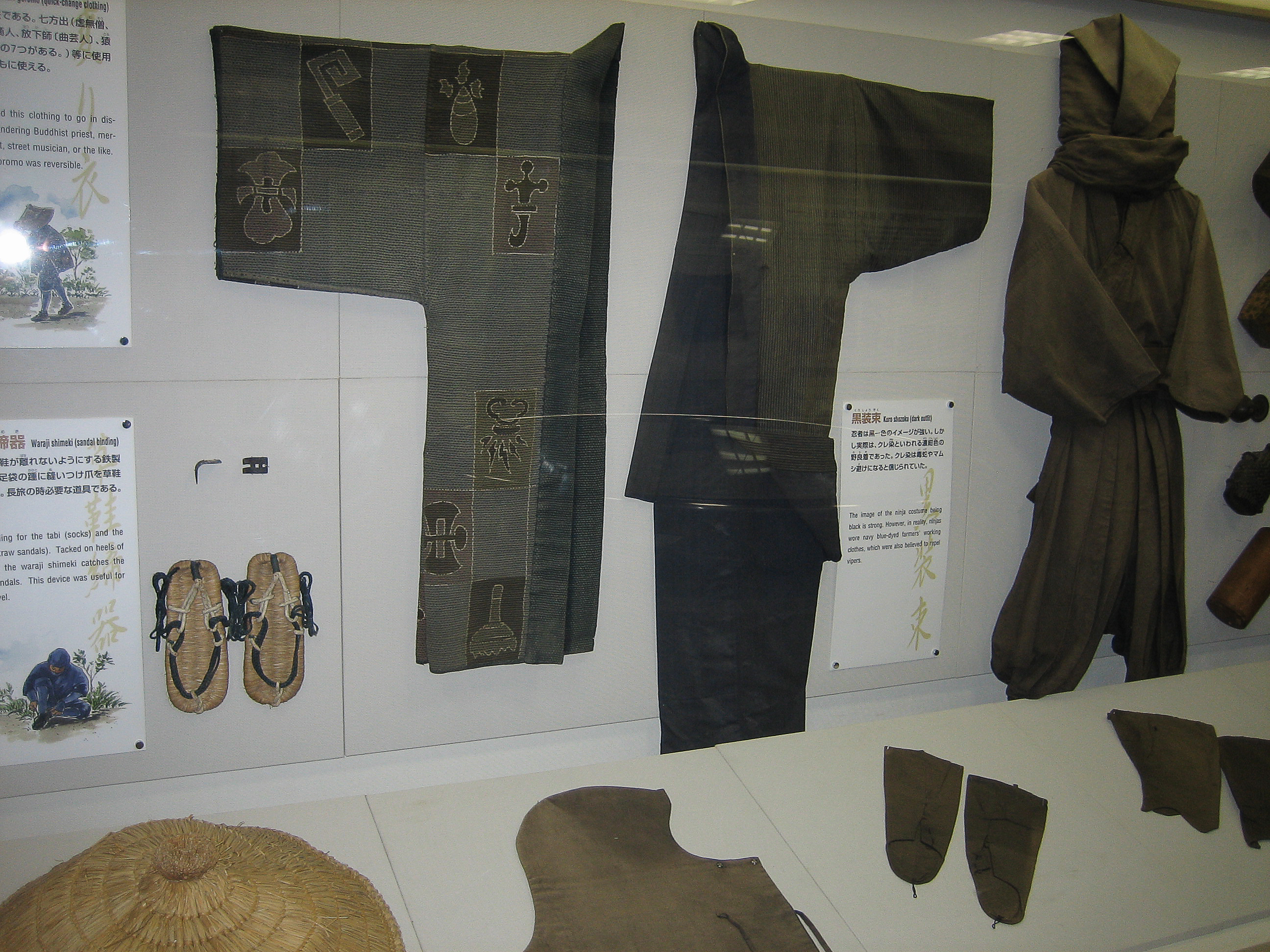
Costume de ninja kuro shozoku et des waraji (sandales). L'image du costume de ninja noir est forte ; cependant, en réalité les ninjas portaient des vêtements de travail de fermiers teints en bleu marine, qui étaient également censés repousser les vipères.

Les ninjas utilisaient des armes et du matériel spécifiques, principalement des outils de paysans modifiés :
- Jitte (ou jutte ou jatte) : sorte de dague non tranchante et non perforante munie d'une garde courbée vers l'avant (à la différence du sai, il n'y a qu'une branche à la garde), servant à bloquer les sabres ;
- Le ninjatō (忍者刀?), sabre court (~50 cm) à lame droite.
- Kaginawa : grappin ;
- Kamayari : lance à crochet ;
- Kusarigama : faucille reliée à une chaîne ;
- Metsubushi : fumée, en général produite par un mélange de cendres et de verre pilé contenu dans un œuf évidé servant à aveugler l'adversaire ;
- Mizu gumo : chaussures flottantes munies de vessies gonflées et permettant de se tenir debout sur l'eau, pour espionner ou se défendre ;
- Otzu tsu : arme à feu, sorte de mortier fait dans un tronc évidé[réf. nécessaire] ;
- Ashiko : griffes de pieds, situées sous la semelle, servant à l'escalade, à marcher sur un terrain glissant ou bien comme arme ;
- Tegaki ou shuko : sorte de griffes portées sur la paume, servant à transporter des billots sur le dos par les montagnards (et surtout pas à escalader, tout bon alpiniste fera la différence) à frapper en combat à mains nues ou bien pour bloquer les sabres, comme le jitte ;
- Kunaï : couteau de lancer avec un anneau au bout du manche.
- Shuriken : armes de jet dont les shaken, étoiles métalliques tranchantes pouvant avoir plusieurs formes différentes (trois ou quatre branches, carrées, rondes…) et les bo-shuriken, sorte de tige de métal, effilées à une extrémité. Cependant, contrairement à ce que croient la plupart des gens, le shuriken n'est pas une arme d'attaque directe et doit être manié conjointement à l'art du sabre. Les dommages causés n'étant que de l'ordre d'une coupure ou pouvant être complètement stoppés par l'armure d'un bushi si les yeux ou les points vitaux accessibles n'étaient pas touchés. De plus, sa trajectoire est assez aléatoire dans les mains d'une personne non experte. C'est une arme souvent empoisonnée, pour faire peur et plus particulièrement pour désorienter l'ennemi. Elle servait également à faire diversion pour attirer l'attention d'une sentinelle ;
- Makibishi ou tetsubishi : appelé aussi chausse-trappe, petits clous à quatre pointes utilisés pour couvrir une fuite ; ceux-ci traversaient les sandales des poursuivants ;
- Jō : bâton de quatre pieds et d'environ un pouce et demi de diamètre. Servant autrefois de canne, il devint une arme redoutable que même les vieillards pouvaient manier très efficacement ;
- Fukumibari : fléchettes plates cachées dans la bouche et destinées à être crachées au visage.
- Nunchaku : détournement du fléau agricole, où les deux bâtons sont reliés par une chaîne plutôt que par une corde (cette dernière étant facilement coupée par un sabre). Cette arme peut être utilisée alternativement par les deux mains.
- Kyoketsu shoge : arme à poignée simple et double pointe, constituée d'une lame avec un prolongement en lame droite d'estoc (environ 30 cm) ainsi que d'un second prolongement en lame courbe, voire en crochet, pour l'escalade, le fauchage aux articulations tant antérieures que postérieures. De l'autre côté de la poignée vient se greffer une chaine longue (plus longue que le kusarigama), qui est terminée par un anneau en métal servant tant pour l'escalade que pour des manipulations type « nœuds coulissants » pour étranglement, soumission ou retrait d'arme de l'opposant.
- Nekote : bague à épine, souvent enduite de poison, avec laquelle les ninjas frappaient à la manière des osselets.
- Sokko : chaussures dotées de griffes servant pour l'escalade.

Dresser ici une liste exhaustive des armes du ninpō relèverait de la gageure et, évidemment, il ne saurait être question de parler d'autre chose que des bases et des premiers échelons de connaissance.

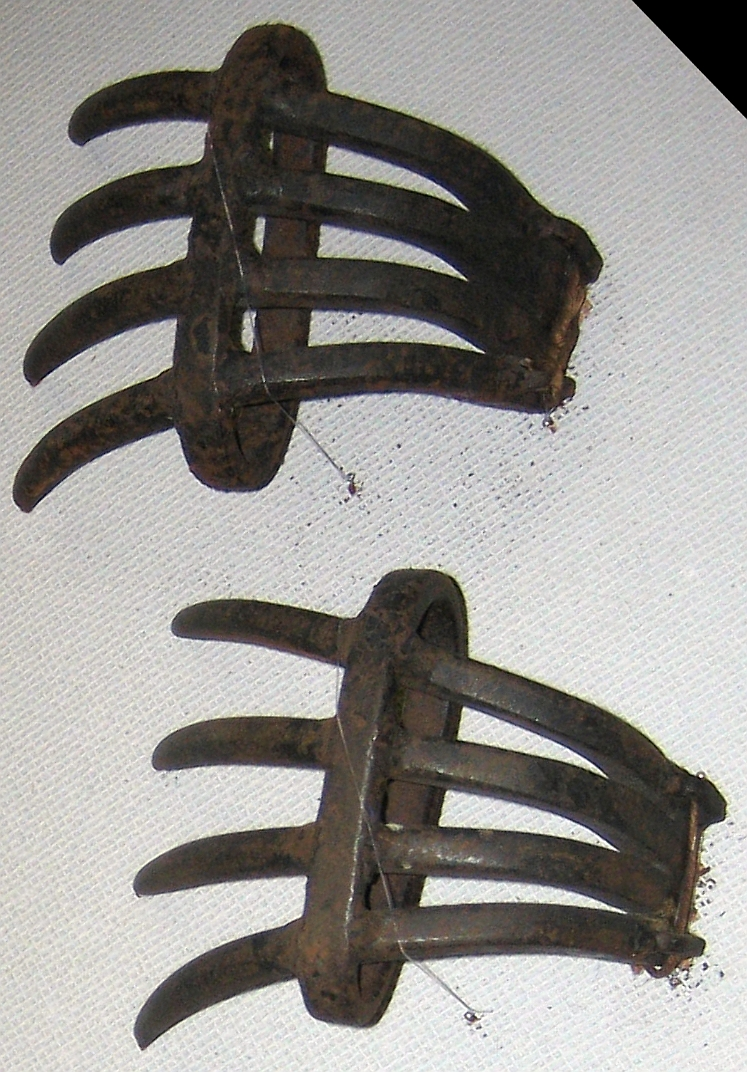
Tekko-kagi.
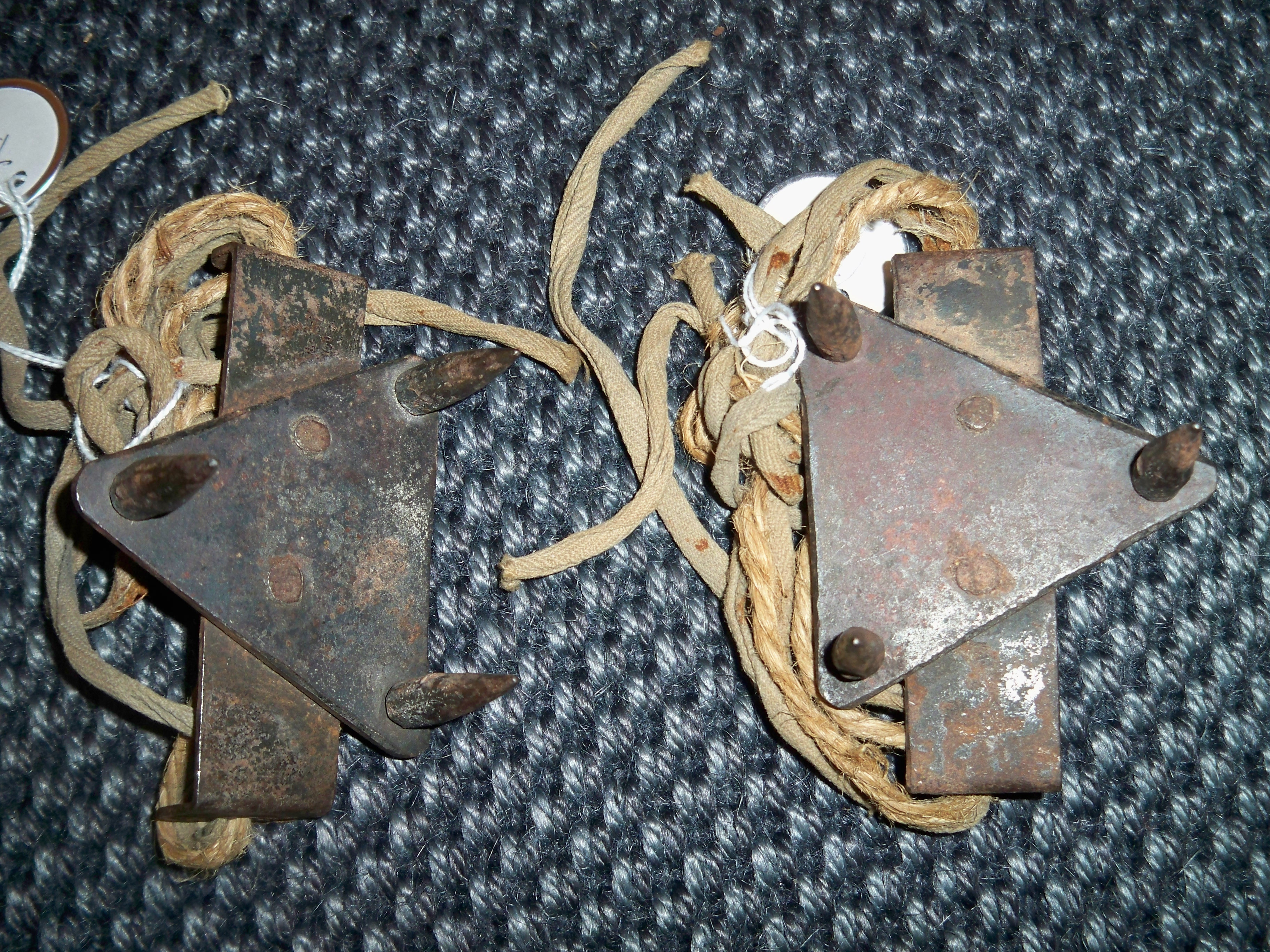
Ashiko.
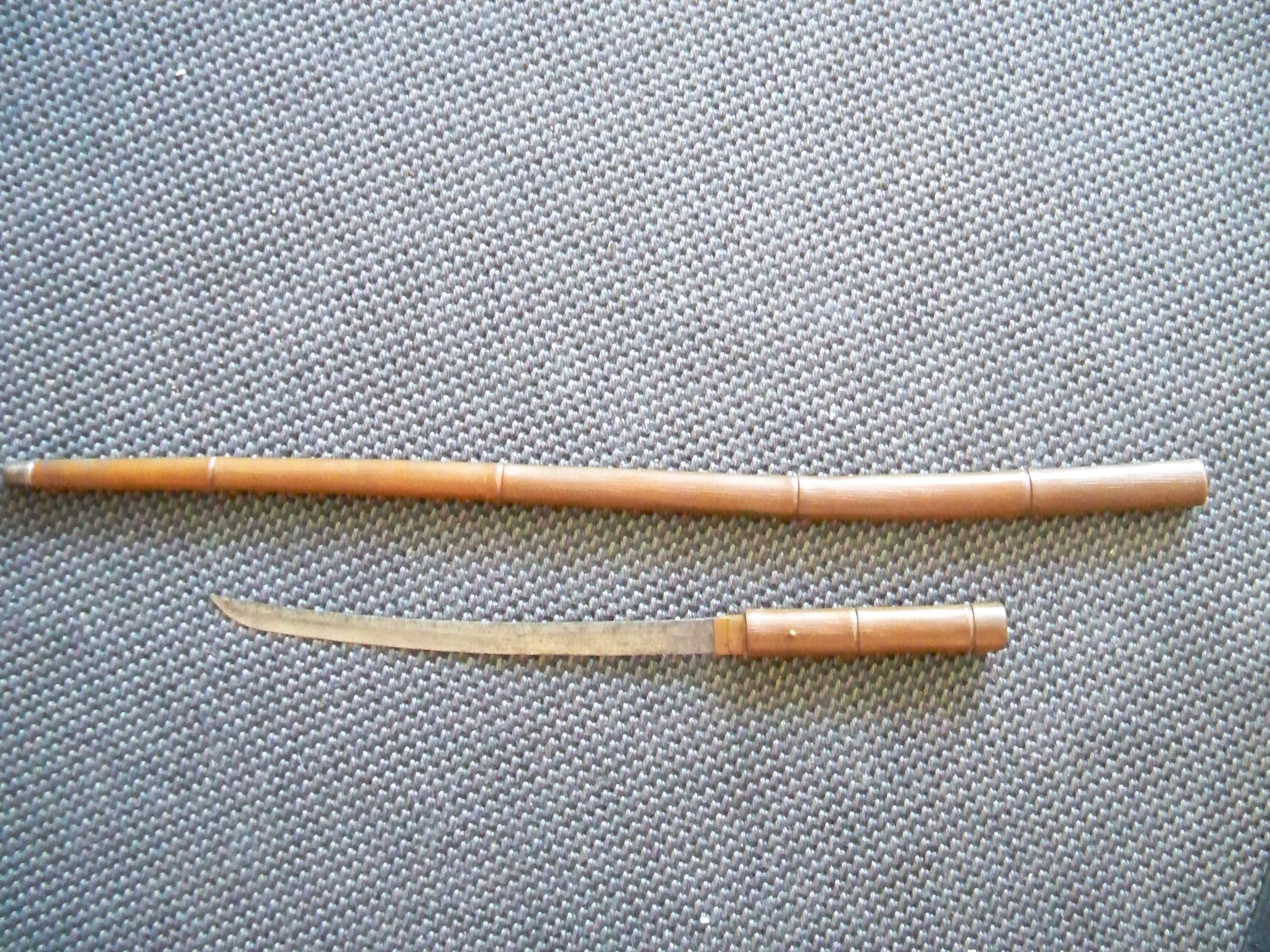
Shikomizue.
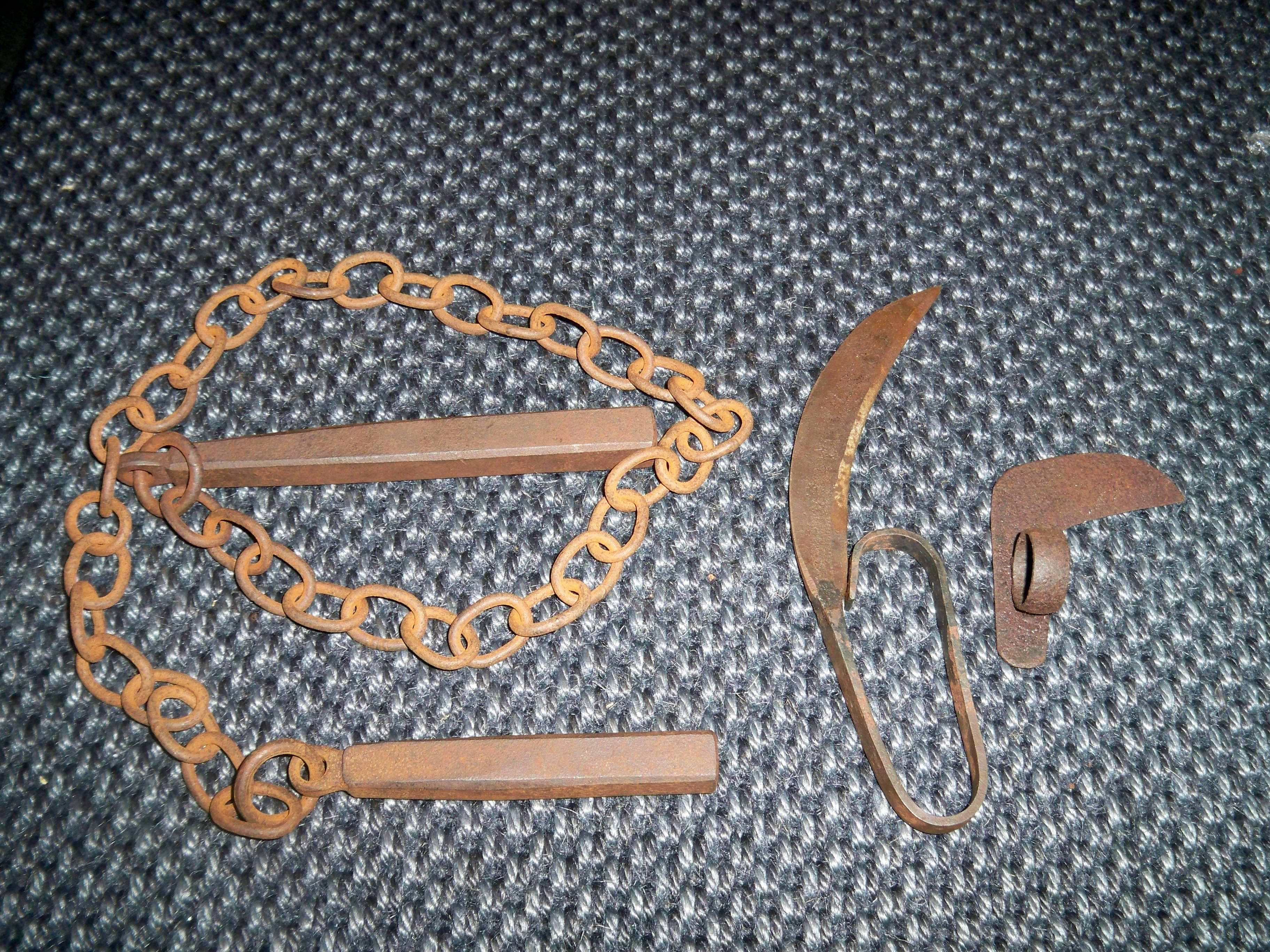
Manriki.
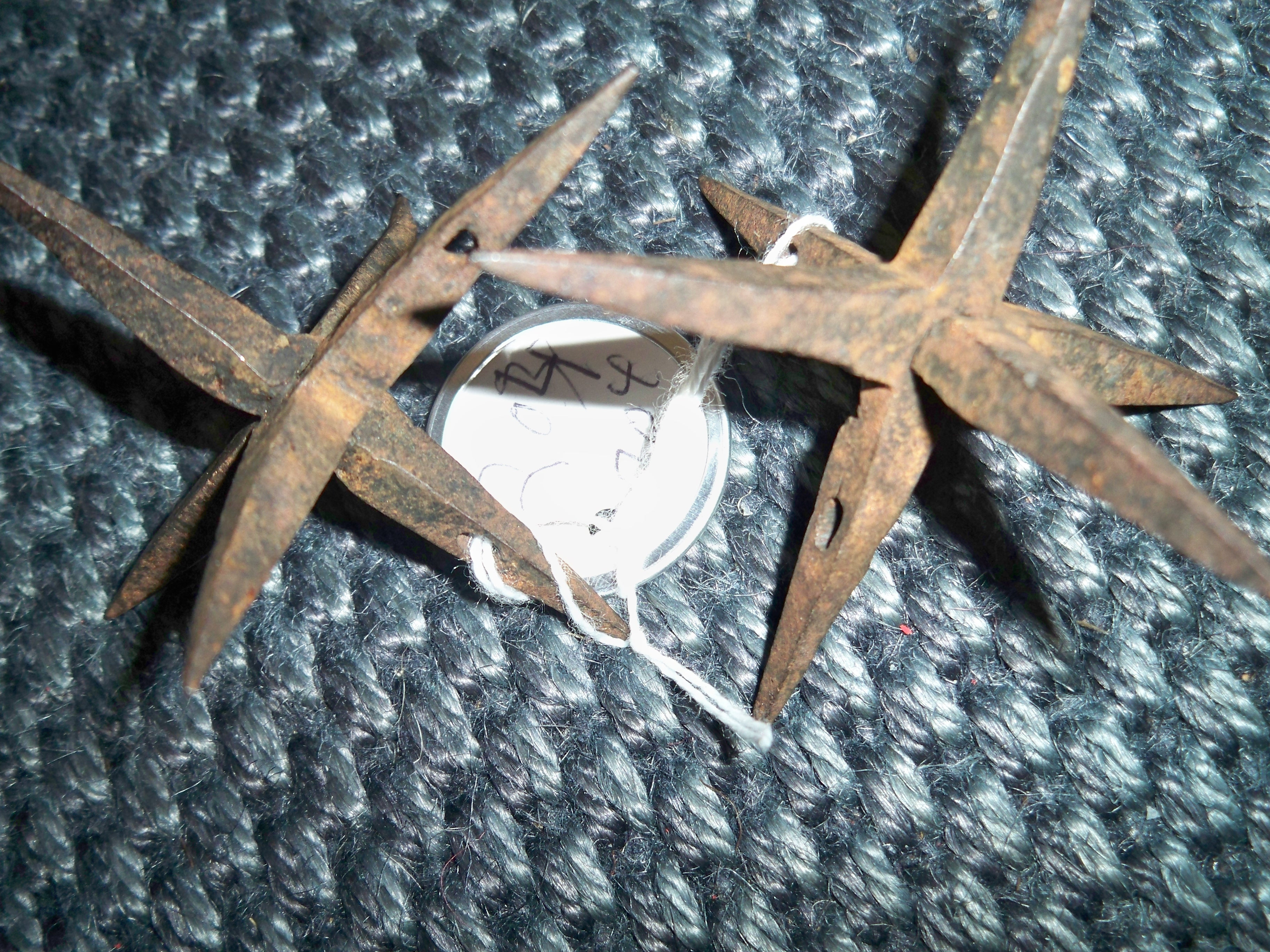
Makibishi.
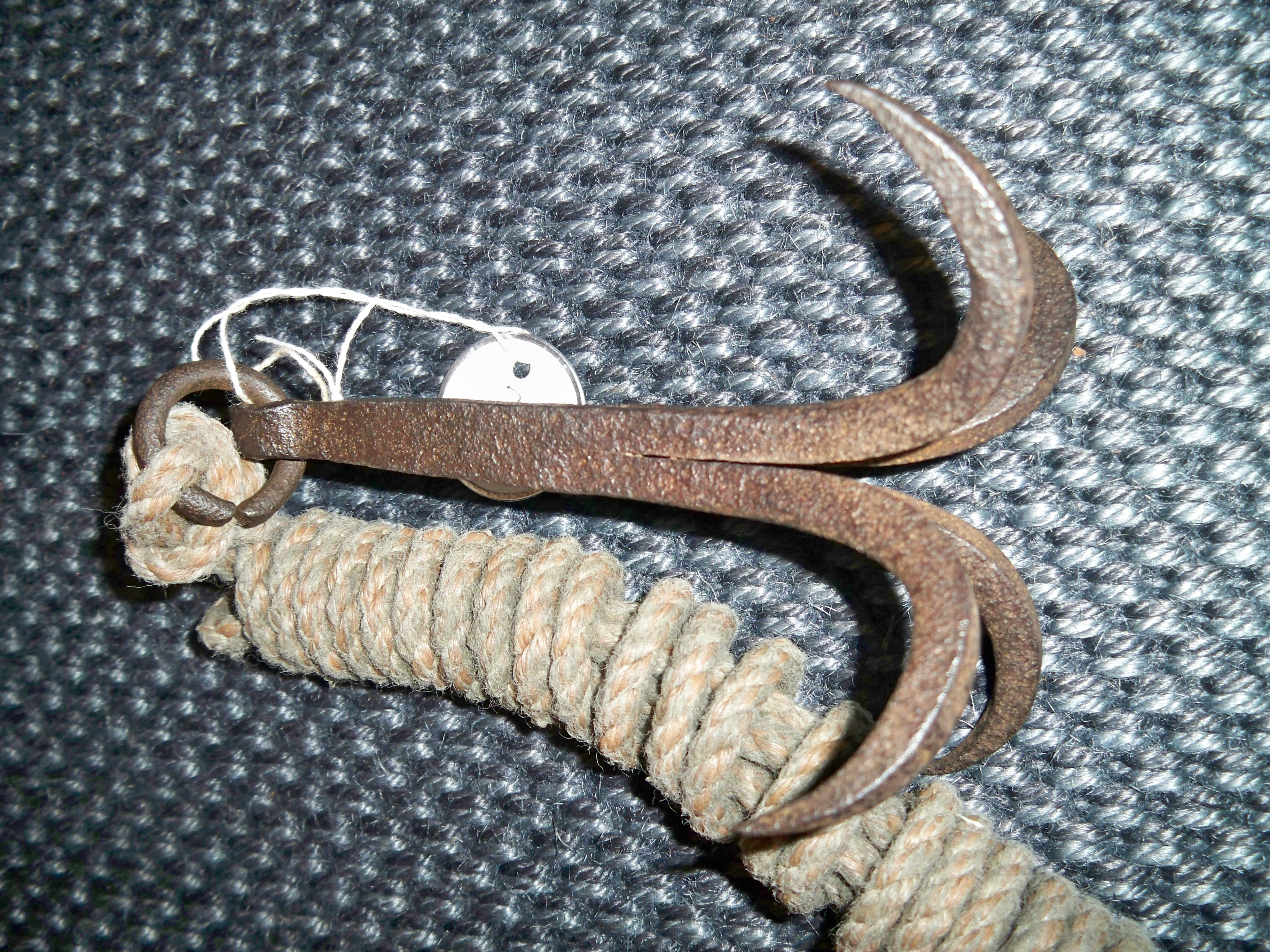
Kaginawa.
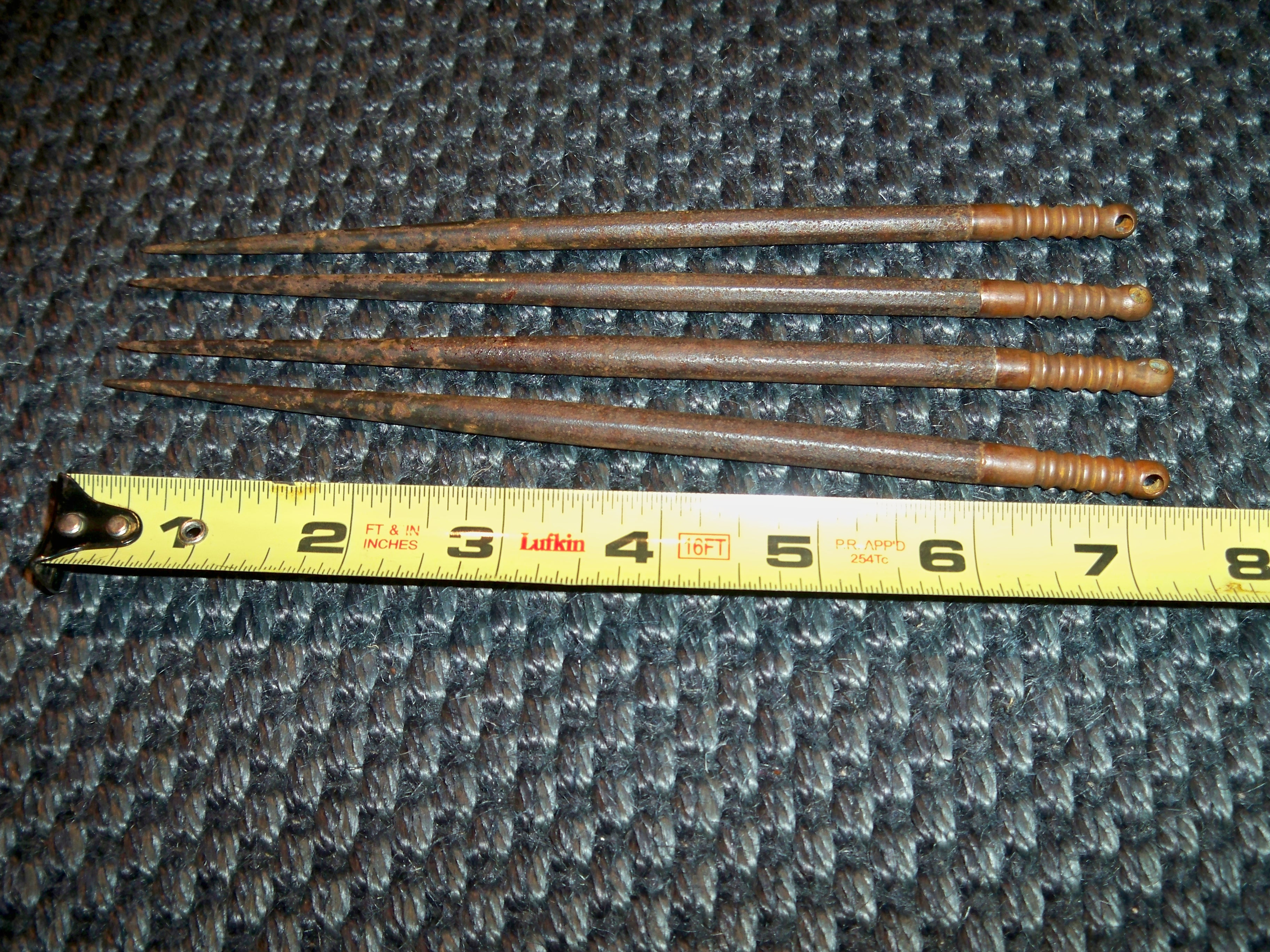
Shuriken.
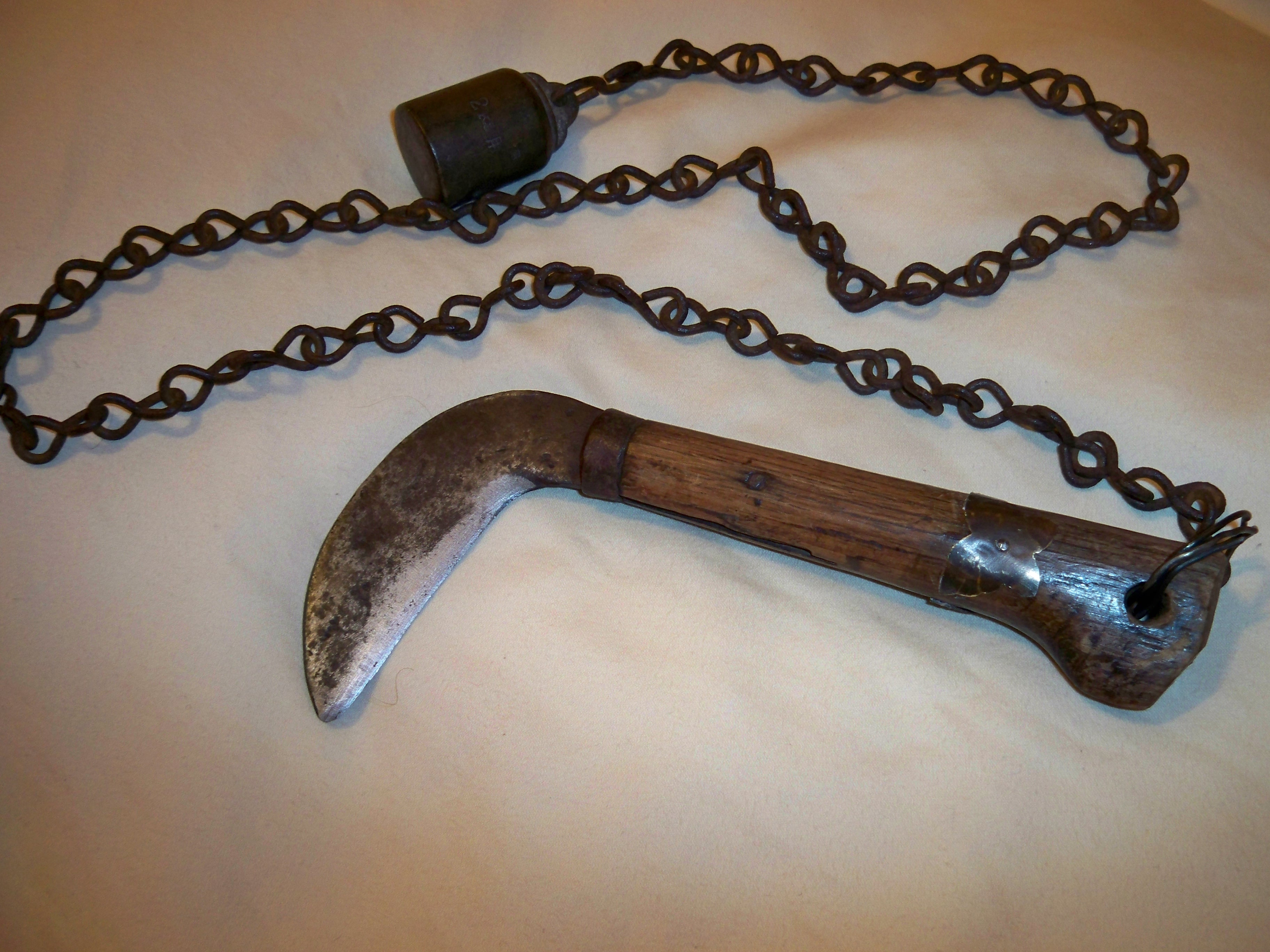
Kusarigama.
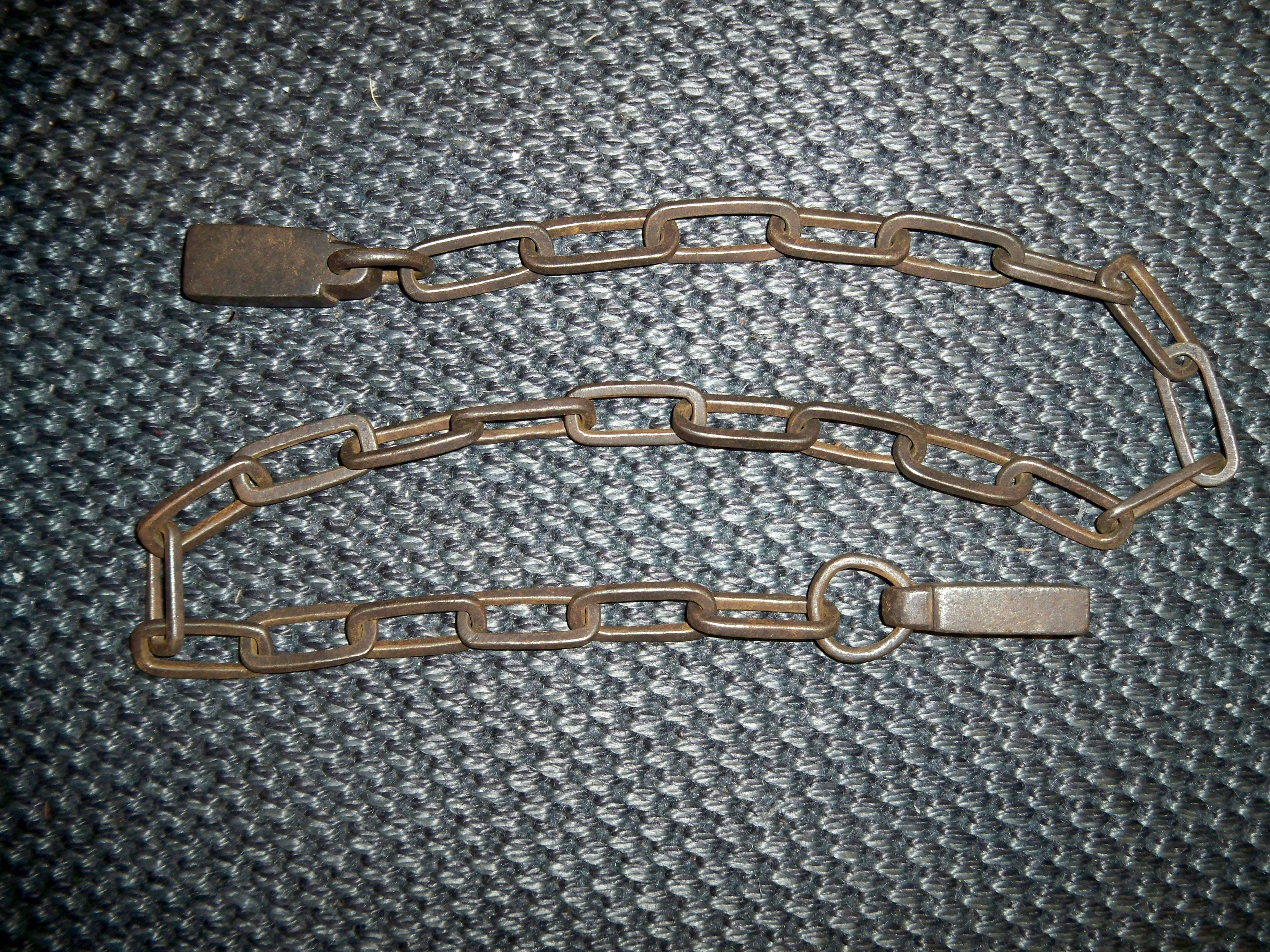
Manriki.
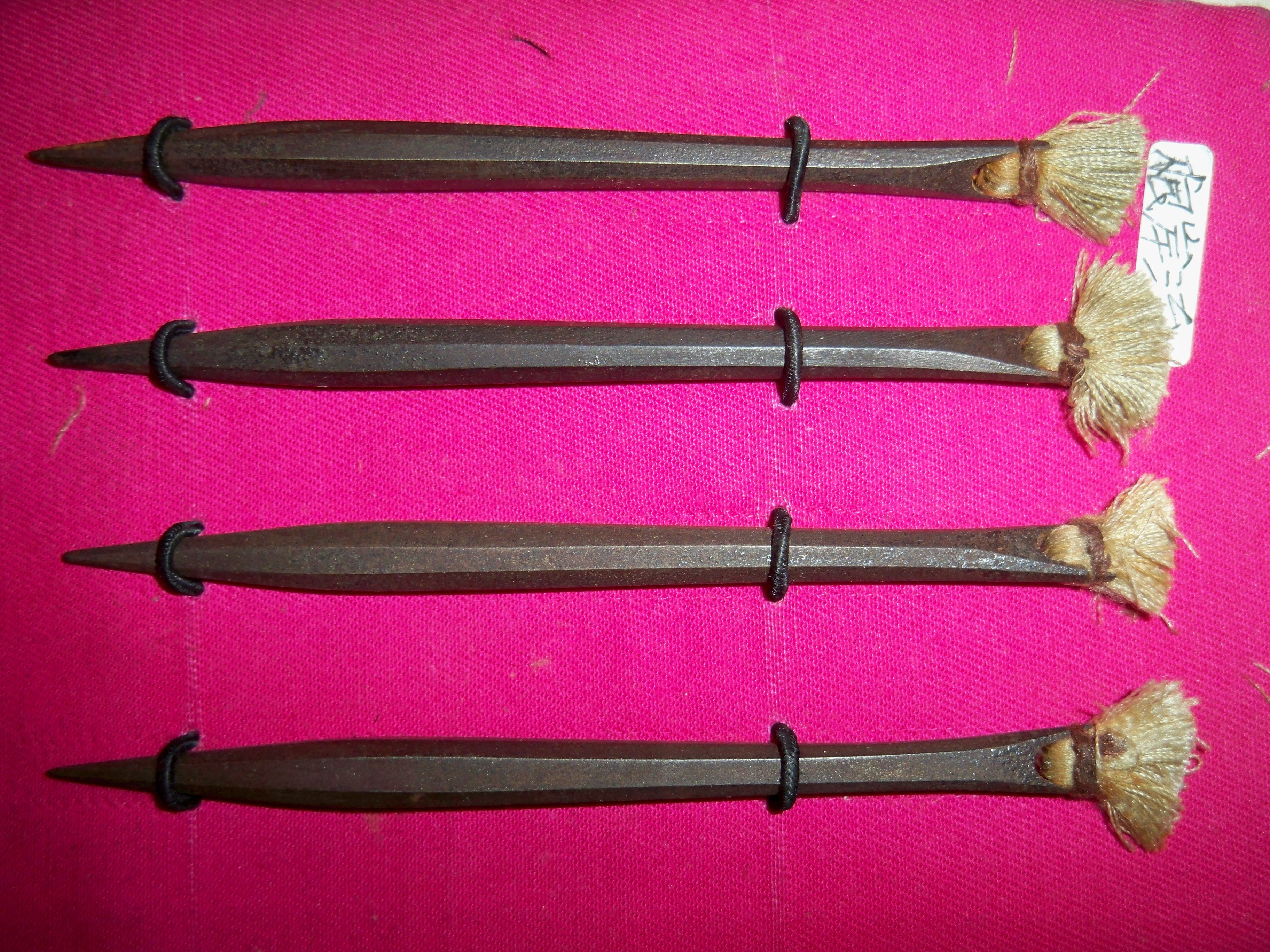
Shuriken.
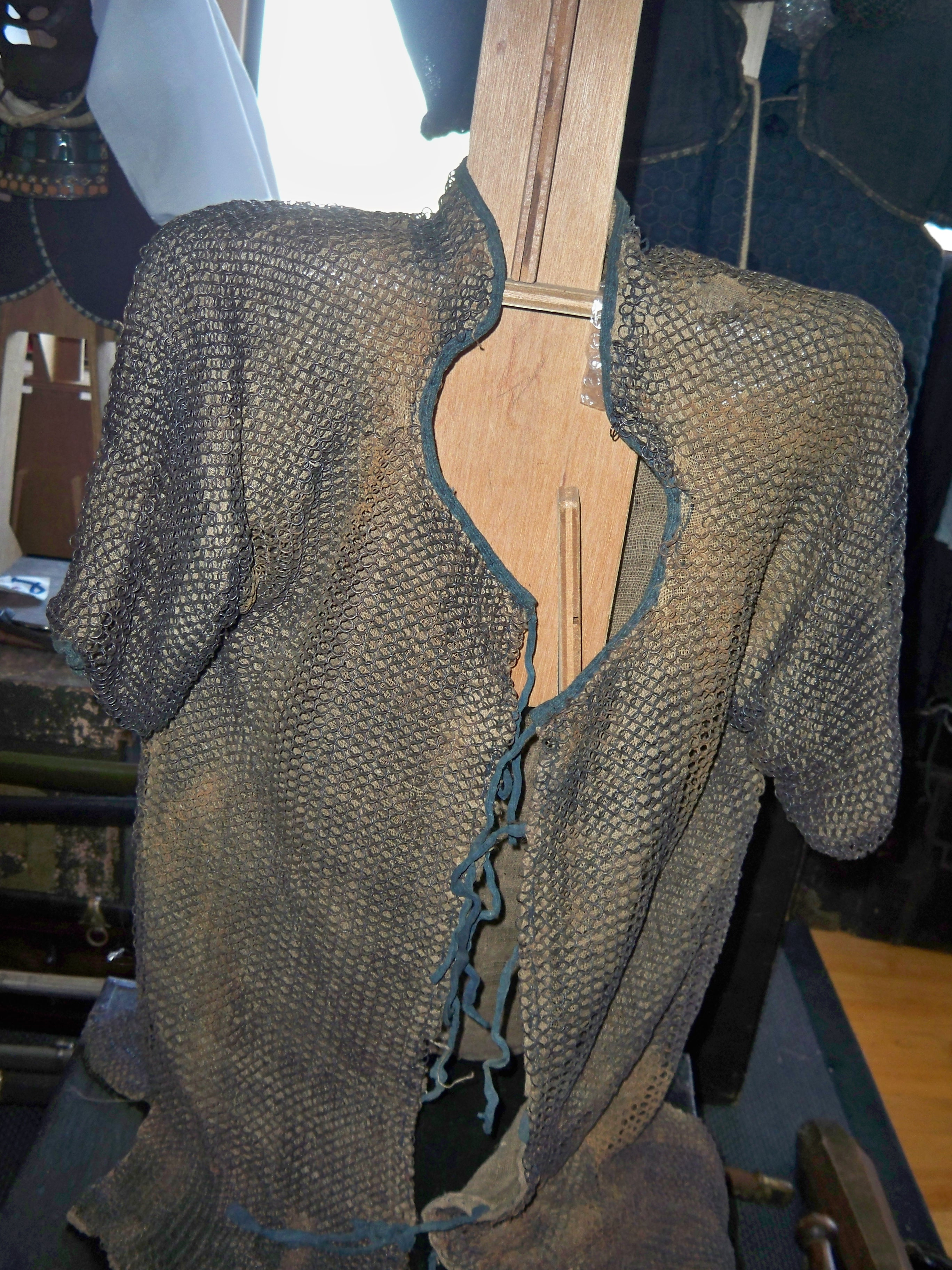
Kusari katabira.
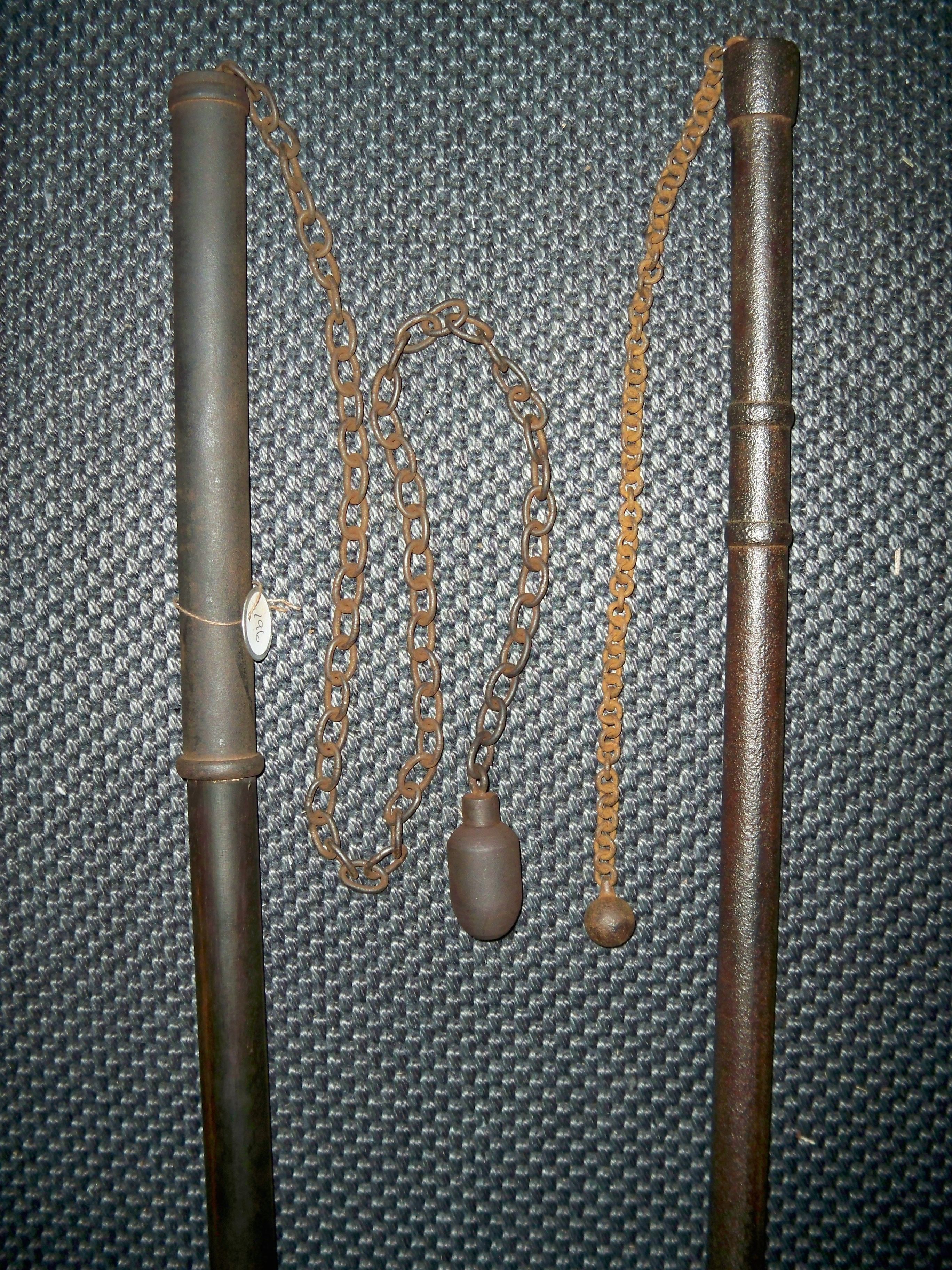
Chigriki.
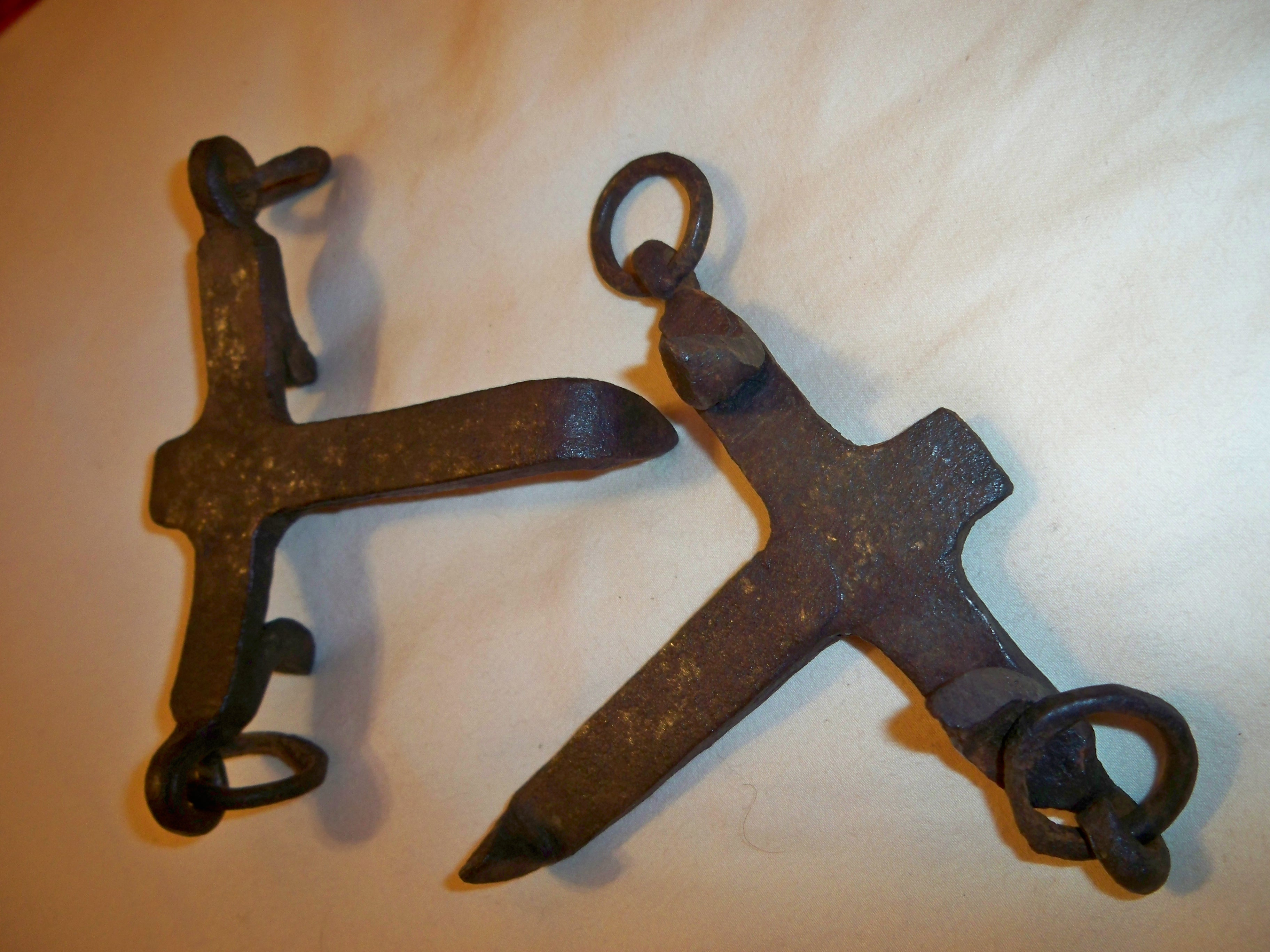
Ashiko.

## Ninja et ninjutsu aujourd'hui

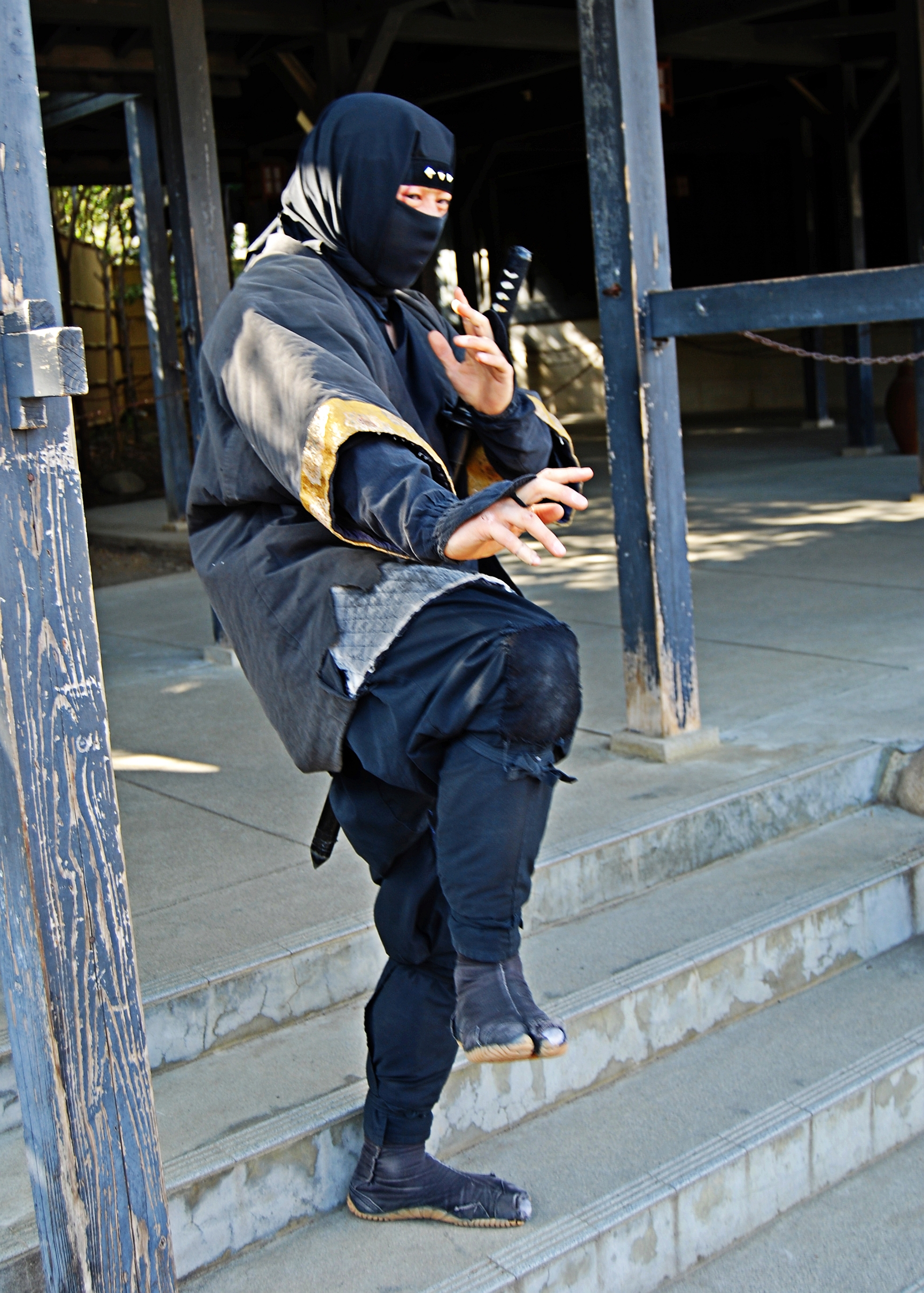
Le ninja, tel qu'il est perçu à l'époque moderne.

Le ninjutsu a été très médiatisé et fortement déformé par le cinéma, dans la continuité de la vague du cinéma d'arts martiaux après la mort de Bruce Lee. Mais les ninjas sont aussi beaucoup présents dans les mangas (comme dans Naruto) ou autres livres, bandes dessinées, etc.
Contrairement aux bujutsu qui ont subi une transformation pacificatrice en budō du XVIIIe au XXe siècle et ont subi un enseignement de masse dès la fin du XIXe siècle, le ninjutsu moderne du cinéma est souvent un amalgame récent de différentes pratiques sportives.
Au début du XXIe siècle, l'école moderne du Bujinkan, fondée par Masaaki Hatsumi, diffuse un enseignement martial qu'il a nommé ninpô. Masaaki Hatsumi étudia divers arts martiaux dans sa jeunesse auprès d'Iwata Manzo, Nawa Yumio et de Toshitsugu Takamatsu qui lui légua les écoles qui sont réunies aujourd'hui sous l'association du Bujinkan.
La dernière personne connue à avoir été formée selon la tradition du ninjutsu est Jinichi Kawakami. Directeur honorifique du musée ninja de la région d'Iga depuis plusieurs années, M. Kawakami est également un proche collaborateur de l'université japonaise de Mie sur les recherches concernant la tradition du ninjutsu.
Il existe encore quelques écoles dans le monde, en particulier dans le Bujinkan, le Genbukan et le Jinenkan. Ces trois écoles ont la même source : Toshitsugu Takamatsu, tronc commun aux trois écoles. Elles sont constituées du savoir provenant des anciennes écoles Gyokko Ryû, Togakure Ryû, Shinden Fudô Ryû, Kukishinden Ryû, Kotô Ryû Koppô et TakagiYôshin Ryû. Cependant, ces bases communes ne sont pas rigoureusement identiques d'un style à l'autre, du fait que chaque technique possède une multitude de variations, et que leur approche varie souvent légèrement, d'un dojo à l'autre.

### Ressource radiophonique
- Jean-Noël Jeanneney, « Ninjas et samouraïs : l'ombre et l'éclat » [audio], émission Concordance des temps (59 min), France Culture, 30 novembre 2024. Entretien avec l’historien Pierre François Souyri, spécialiste de l'histoire du Japon.